# Оникиенко, Лидия Семёновна
Лидия Семёновна Оникиенко (1921—1998) — советский работник сельского хозяйства, Герой Социалистического Труда.

## Биография
Родилась 14 января 1921 года, в годы Гражданской войны в России, в станице Анастасиевской Кубано-Черноморской области, ныне Славянского района Краснодарского края, в крестьянской семье.
Окончив в 1937 году семилетку, вышла замуж и переехала на постоянное место жительства в хутор Гвардейский (ныне село Гвардейское) Крымского района Краснодарского края. Начала работать овощеводом огородной бригады в местном колхозе, который после Великой Отечественной войны был назван «Сопкой Героев». В 1962 году возглавила в колхозе звено в овощеводческой бригаде № 4 под руководством также будущего Героя Социалистического Труда Ф. И. Лазутко. За звеном Лидии Семёновны, состоящим из 21 овощевода, было закреплено 87 гектаров земли, на которых выращивали помидоры, лук, зелёный горошек. В первый же год своей работы, применив новые способы ранней посадки, проращивая семена в парниках и высаживая рассаду в открытый грунт с бутонами, звено Оникиенко получило сверхплановый урожай томатов.
В последующие годы труженики её звена, применяя передовые технологии по выращиванию овощных культур, стабильно собирали с каждого гектара на закреплённой площади более 50 центнеров овощей и занимали передовые места среди овощеводческих коллективов Крымского района. В результате в годы восьмой пятилетки колхоз «Сопка Героев» продал государству 35 тысяч тонн томатов, в том числе сверх планового показателя более 6 тысяч тонн. Указом Президиума Верховного Совета СССР от 8 апреля 1971 года за выдающиеся заслуги, достигнутые в развитии сельскохозяйственного производства и выполнении пятилетнего плана продажи государству продуктов земледелия и животноводства, Оникиенко Лидии Семёновне было присвоено звание Героя Социалистического Труда с вручением ордена Ленина и золотой медали «Серп и Молот».
После выхода на пенсию находилась на пенсии и проживала в селе Гвардейское Крымского района.
Умерла 21 сентября 1998 года и была похоронена на хуторском кладбище хутора.
Также была награждена орденом Трудового Красного Знамени (1968) и медалями, в числе которых две бронзовые медали ВДНХ СССР (1968, 1975).